# داشكسن (ورزقان)
داشكسن هي قرية في مقاطعة ورزقان، إيران. يقدر عدد سكانها بـ 109 نسمة بحسب إحصاء 2016.